# 銃器の安全な取り扱い
銃器の安全な取り扱い (英語: Gun safety) は、銃器を取り扱うときに適用される一連のルールおよび推奨事項である。銃器の安全な取り扱いの目的は、想定外の死亡、負傷、暴発等の危険を無くす、あるいは最小化することである。
※「安全」(safety)という記述があるが、銃器に関する全ての安全性を保証するガイドラインではなく、意図した発射による危険性（殺人、軍事行動など）については含まれていない。

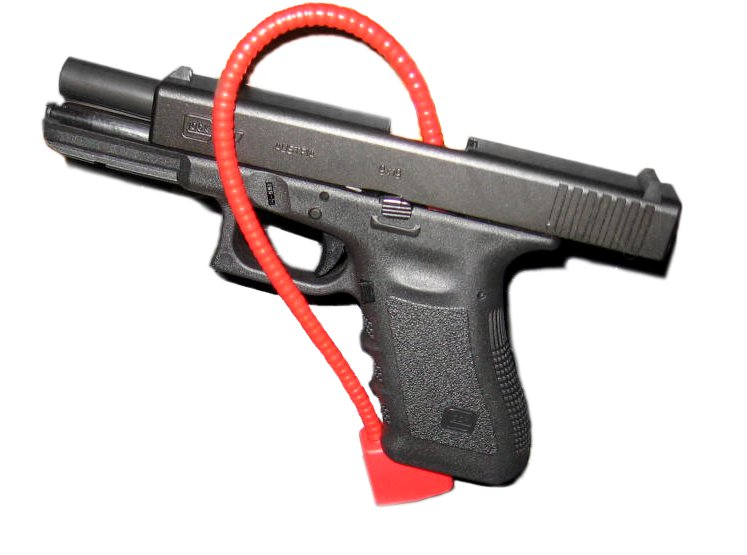
安全に運搬（または保管）できるようにケーブル・ロックで固定された Glock 17 9mm ピストル

## ルールと考え方

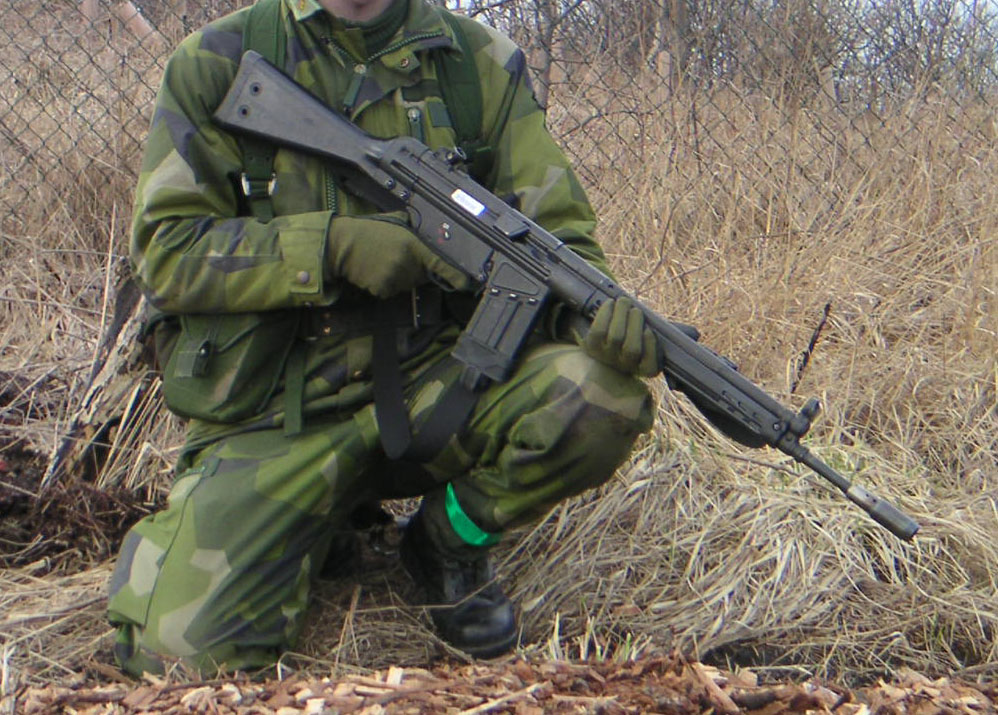
安全な銃器の取り扱いの例。弾薬（空砲）が薬室にまで装填されているかどうかは不明。セレクターレバーが安全装置にある状態だが、銃口を地面に向け、指をトリガーから離している。

「安全」(safety)という言葉が含まれているが、銃に関する全ての安全を保証するガイドラインではなく、「暴発」(意図しない発射)を防ぐ事、暴発した場合の被害防止を目的としている。このため、意図して標的に発射した場合の危険性については本ガイドラインの範囲外である（多くは法律や軍規など別のルールで網羅されている）。銃のそもそもの利用目的が対象物への攻撃であり安全ではないため、安全(safety)という言葉は単に用語として含まれているだけで特に意味は無く、あくまで銃器の取り扱い方法を示すものである。
銃器の安全な取り扱いの訓練は、以下の具体的なルールを守ることで、いくつかの考え方と、適切な習慣を身に着けさせる。考え方とは、銃は本質的に危険であり、常に気を付けて扱わなければならない、ということである。使用者は、銃器の破壊力に注意を払うように教えられ、また、事故のもとになるので、銃で遊んだり玩具にしたりしないように、強く推奨される。
銃器の安全な取り扱いに関するルールは、この考え方がもとになっている。いろいろなバリエーションがあるが、その一つはジェフ・クーパーによって提唱された以下の4つのルール(Four Rules)である。

1. 全ての銃は、常に弾薬が装填されている。 (All guns are always loaded.)
2. 銃口は、撃とうとするもの以外に向けてはならない。 (Never let the muzzle cover anything you are not willing to destroy.)
3. 標的を照準している状態になるまで、指はトリガーから離しておくこと。 (Keep your finger off the trigger until your sights are on the target.)
4. 標的と、その向こうに何があるかとを、常に把握しておくこと。 (Be sure of your target and what is beyond it.)

—ジェフ・クーパー (Jeff Cooper)
NRAも、似たルールを提唱している。

1. 常に銃を安全な方向に向けておくこと。 (ALWAYS keep the gun pointed in a safe direction.)
2. 発射する準備が完了するまで、常に指をトリガーから離しておくこと。 (ALWAYS keep your finger off the trigger until ready to shoot.)
3. 使う準備が完了するまで、常に銃から抜弾しておくこと。 (ALWAYS keep the gun unloaded until ready to use.)
—全米ライフル協会 (The National Rifle Association)、The fundamental NRA rules for safe gun handling
カナダ銃器プログラムも、銃の4つのルール（ACTS）を使っている。

1. 全ての銃器は弾薬が装填されているとみなすこと。 (Assume every firearm is loaded.)
2. 常に銃口の向きをコントロールすること。 (Control the muzzle direction at all times.)
3. 指はトリガーから離し、トリガー・ガードの外に出しておくこと。 (Trigger finger off trigger and out of trigger guard.)
4. 銃が抜弾されていることを見て確かめること。銃が安全だと証明すること。(See that the firearm is unloaded. PROVE it safe.)
—カナダ銃器プログラム (Canadian Firearms Centre)、The Four ACTS of Firearm Safety

### 銃器は弾薬が装填されているとみなして扱うこと
このルールは、その考え方を維持できるかどうかが問題である。安全な取り扱いの習慣をつけることが目的であり、例えば、「私の銃は弾薬が装填されていないから、この実践はOKだ」というような考えも非常に危険である。「銃は常に弾薬が装填されている」というルールは、その銃には装填されていないと思っている（あるいは、確実に装填されていないと知っている）場合でさえも、適用される。
銃器に関する多くの事故が、実際には発射可能な状態であるにも関わらず、その銃が空や安全などと誤って「信じて」いた結果、引き起こされている。このような勘違いは、様々な原因によって引き起こされる。
- 銃の誤った取扱い：装填、発射、排出のような手順を、誤った順番でおこなったり、一部を忘れたりする。
- 銃の状態に関する誤解：たとえば、実際はそうでないのに安全だと誤解することである。空だと思っていても、実際には薬室や弾倉に装填されているかもしれない。あるいは、銃を受け取った時に安全であると思い込み、それを確認しないままにしてしまうこともある。たとえば、二人の間で銃を受け渡ししたとき、お互いに相手が安全確認したと信用しすぎて、自分は怠ることがある。最初の人が銃の状態を勘違いするかもしれない。この場合、次の人は「最初の人がチェック済みだからOK」とみなすことはできない。
- 機械的な故障：摩耗、故障、損傷、あるいは設計不良によって、思い通りに作動しない可能性がある。例えば、安全装置が摩耗して、その役割が果たせなくなっているかもしれない。トリガー、シアー、あるいは、ハンマー/ストライカーの部品が壊れたり摩耗したりすると、「ヘアー・トリガー[注 2]になるかもしれない。銃器のボディーが凹んだり曲がったりすると、作動不良や早期発射を引き起こすかもしれない。衝撃に敏感だと、落としたりぶつけたりしたときに、発射してしまうかもしれない。

銃器は常に発射される可能性があるものとして扱うことで、意図しない発射の防止や、それが発生した場合の損害や負傷の回避のための予防になる。

### 標的以外に銃口を向けないこと
このルールは、意図しない発射による被害を最小にすることを目的としている。最初のルールは、銃器は常に発射可能であるとみなすように教えている。このルールはそれを超えて、「銃は発射されるかもしれないが、それは必ず起きるとみなして、そうなったときにも絶対に害が及ばないように注意する」ように言っている。
このルールによれば、銃を使ったいかなる遊びも禁止される。ふざけて銃を人や標的でないものに向けるのは、このルールを破ることになり、生命と財産を非常な危険にさらす可能性がある。この種のふるまいを止めさせるために、このルールはときどき「破壊したいもの以外に、絶対に銃器を向けてはならない」のようにも言われる。
普通、銃口を向けるのに「安全な」二つの向きは、上（空）と下（地面）である。どちらにも、長所と短所がある。地面に向けて発射すると、跳弾や危険な破片を人や物が浴びる原因になる。上を狙えばその危険はないが、弾丸が再び地面に落ちてくるときに何かを損傷させる危険がある。真上に向けて発射された弾丸は、その終端速度で戻ってくるだけである。しかし、完全に垂直ではない角度で発射された弾丸には、落ちてくるときに回転が残っており、致命的な速度で落ちてくる可能性がある。報告されている事故のいくつかは、空に向けて銃器を発射したことが原因だった。その中のいくつかについては証拠に論争があるが、アメリカ疾病予防管理センターの研究によれば、落ちてきた弾丸によると思われる負傷が、プエルトリコの2004年元日のお祝いの間に43件報告されている。また、銃口を、知らないうちに誰かの頭や航空機などに向けてしまう可能性もある。
室内で銃器を扱う場合は、上や下に向けるのは安全でない場合がある。例えば、上に向けて発射された弾丸は天井を貫通して上の階に達するかもしれない。銃をよく扱う部屋では、銃口を向けても安全な向きを決めておくべきである。射撃場では、銃器を向けても安全な向きが定められていることが多い。ほとんど全ての場合、これは射線の先のバックストップで、弾丸を受け止め跳弾させないように設計されている。武器を扱う必要がある武器庫や、武器と弾薬を携行したまま出入りする機会が多い前線拠点などでは、「クリアリング・バレル (clearing barrel)」や「クリアリング・カン (clearing can)」と呼ばれる砂を満たした容器を、この目的で使用する。すなわち、弾薬が装填されているかどうかにかかわらず、銃口を砂容器に差し込んでトリガーを操作することで銃が安全であると証明し、万一弾丸が発射されても被害を防止する。

### トリガーから指を離しておくこと

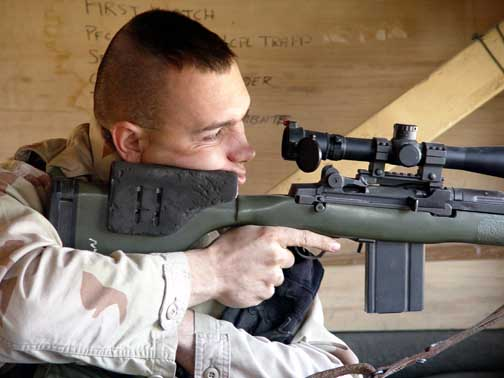
トリガーから指を離し、トリガー・ガードの外に出している

このルールは、意図しない発射を防ぐのが目的である。通常の場合、銃器はトリガーを引くことによって発射される。指は、いろいろな理由で、無意識に動く可能性がある。驚かされたり、体の動きで注意がおろそかになったり、発作、つまずき、転倒などによって意識的にコントロールできなかったり、何かに押されたり（たとえば、指をトリガーにかけたまま拳銃をホルスターに戻そうとしたとき）する可能性がある。したがって、このような動きがもたらす有害な影響を最小にするために、銃口を標的に向けて発射する瞬間まで、トリガーから指を離しておくように教育される。
銃器のトリガー・ガードと、トリガーの上の部分は、このルールを破らないように、銃の側面に沿って指をまっすぐ伸ばして保持しておくのに適している。他に、人差し指をトリガー・ガードの上に保持するのも推奨される。こうすると、驚いたりしたときに、指がトリガー・ガードの中にうっかり滑って入ってしまう危険が少なくなる。加えて、伸ばした人差し指は、銃口がどこに向いているのか意識させるのに役立つ。
映画やテレビのような大衆文化では、兵士や警察官のような銃器の安全な取り扱いの訓練を受けているはずの登場人物でさえ、このルールを破っていることがよくある。

### 標的と、その向こうに何があるかとを、常に把握しておくこと
このルールは、銃器を意図して発射したときに、標的でないものに対する被害を無くす、もしくは最小限にすることが目的である。このような被害は、標的でないものを標的と間違ったり、標的を外したり、あるいは、当てようとした標的以外の物や人間に弾丸が命中したりして、発生する可能性がある。
したがって射手は、標的を確実に識別し、確認するように教育される。加えて、正しい標的に発射しても、以下の三つの理由によって意図しないものに当たる可能性があることを学ぶ。
- 弾丸が狙った標的を外れ、標的の周りやその後ろにあるものに当たることがある。
- 標的でないものが標的の前を横切り、標的を狙った弾丸がそれに当たることがある。
- 弾丸が標的を貫通し、その後ろの標的でないものに当たることがある。これはオーバーペネトレーション（overpenetration）と呼ばれる。

つまり、このルールは、「常に標的を確認すること。標的それ自体だけでなく、その上下左右、前、および、背後も確認すること」を要求している。
このルールは、ジレンマのある状況を作り出すことがある。このような状況として、例えば暴徒の中の警官、襲撃してきそうな人物に夜中に出会った市民、敵の近くに民間人がいるような状況にある兵士などがある。このような状況の中で、迷ったり誤った判断をしたりすれば、例えば迷いが原因で負傷したり、交戦規定を破って想定外の損害の原因を作ったりするような、望ましくない結果を招くことがある。
このような結果を招く危険を最小限にするために、訓練が行われる。射撃訓練は、銃器を発射するときの精度を上げ、したがって、狙った標的に命中させる可能性を高める。終末弾道学の教育は、標的に命中した後の弾丸の特性に関する知識を与える。この知識と、自分自身の能力を把握することによって、極めて限られた時間や大きなストレスの中でも、発射すべきか否かを適切に判断できるようになる。
オーバーペネトレーションの危険を減らすために、弾薬を選択することもできる。終末弾道学、ストッピングパワー、ホローポイント弾も参照のこと。

## 使用していないときの銃器の扱い
銃器を使用していないときの銃器の安全な取り扱いの考え方は、誰かが銃器を入手して発射することを防ぐのが目的である。銃器を入手できないようにすることには、盗難を防ぐという、もう一つの目的もある。

### ガン・セーフ
「ガン・セーフ(en:Gun safe)」あるいは「ガン・キャビネット」は、銃器に対して物理的に近づけないようにするために、一般的に用いられる。盗難の防止が主目的である。

### 分解
作動する銃器を入手できないようにするには、銃を分解して、部品をそれぞれ別のところに保管することもできる。弾薬を銃器とは別に保管することもできる。このルールは、法律で定められていることもある。例えば、スウェーデンの法律では、銃器全体を安全な鍵のかかるガン・ラックに保管するか、または、銃器のボルト等の「主要部品（vital piece）」を取り外して鍵をかけて保管するように定めている。

### ロック

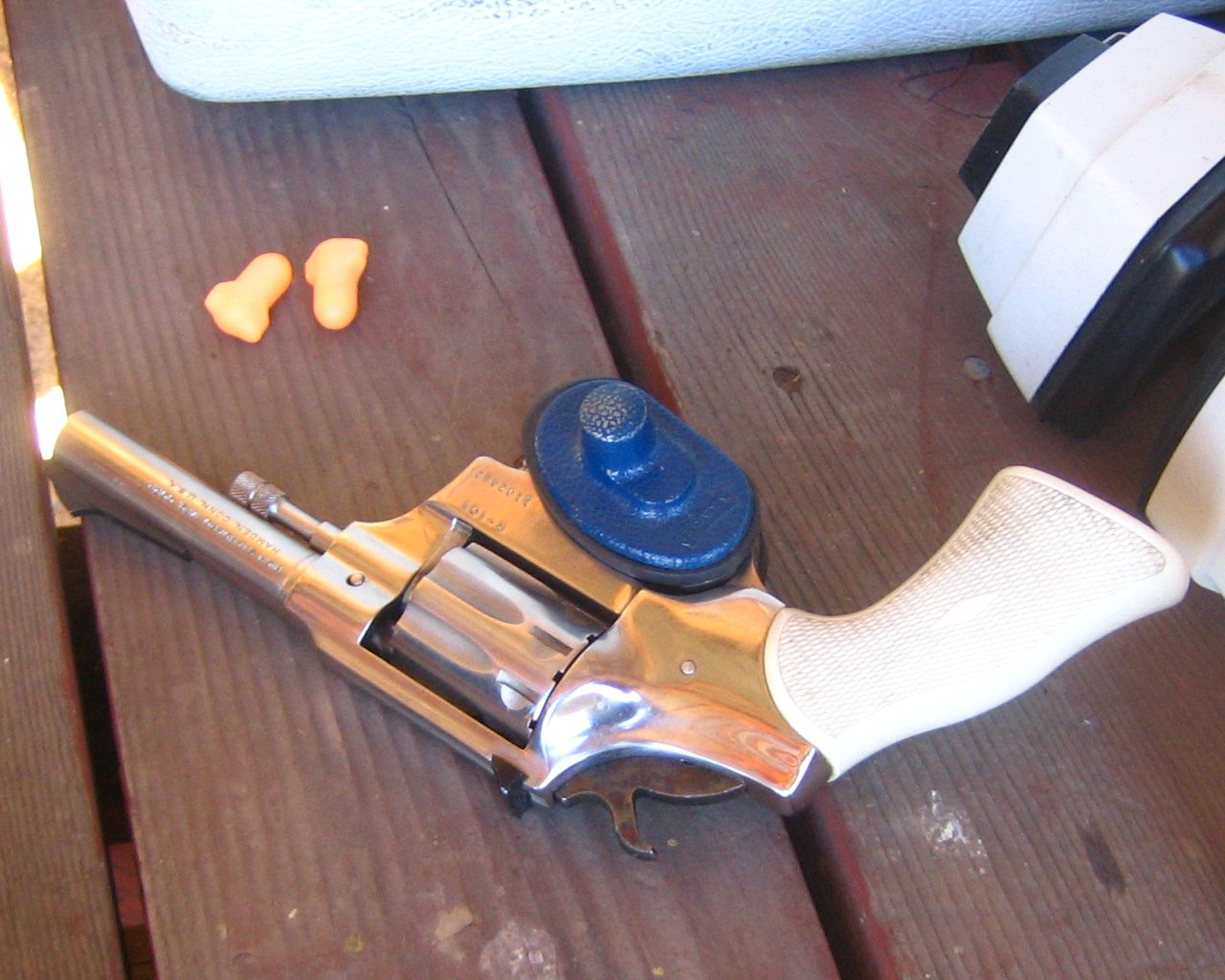
トリガー・ロックをトリガーに取り付けたリボルバー

銃器の発射を困難にするために、いろいろな種類のロックが提供されている。ロックは、銃器を鍵のかかるガン・セーフに保管するのに比べて効果が少ないとされている。ロックは、認可されたガン・セーフに比べて破られやすいからである。泥棒は、ロックされた銃器を盗んだ後、好きなだけ時間をかけてロックを外すことが出来る。
- トリガー・ロック

トリガー・ロックはトリガーが動かないようにする。しかし、トリガー・ロックは銃器が発射できないことを保証するものではない（上記も参照）。トリガーロックには、銃自体に組み込まれていて、鍵以外の外部部品が必要ないものもある。一般的には、二つの部品を両側からトリガーの後ろに入れ、一つに合わせてしてロックする。解除には、鍵か暗証番号を使う。これは、銃器を発射するためにトリガーを引くことを物理的に防ぐ。トリガー・ロックのほかの形式として、トリガーの後ろではなく、トリガー・ガード全体を覆うようにして、トリガーに触れなくするものもある。
トリガー・ロックの製品の基準、使用法、そして、法律は論議の的になっている。トリガー・ロックの推進派は、銃の事故による死亡から児童を守れると主張しているが、これを批判する側は、いくつかのモデルは、児童が一般家庭にあるような道具を使って極めて小さい力で外せることを、実演によって指摘した。多くの銃は、落とすと発射してしまうことがある。安全装置をかけた時に、撃鉄との機械的結合が完全に断たれるような銃を見つけることが重要である。トリガー・ロックを製造しているメーカーであるマスターロックの、以前のシニア・プロダクト・マネージャーは、「装填された銃にトリガーロックをかければ、それはその銃をより危険にしてしまう」と言っている。批判する側は、緊急時に身を守るために銃を使えるようにするのに必要な時間が、トリガー・ロックのせいで長くなってしまう点も指摘している。2008年、アメリカ合衆国連邦最高裁判所は、銃をロックするかその他の方法で作動しないようにして家に保管しなければならないとするワシントンD.C.の法律を、違法であると判断し、これを「市民が護身という合法的な目的のために銃を使うことを不可能にするものだ」とした。
トリガー・ロックの設計や試験に関する一般的な基準は存在しないが、カリフォルニア州のようないくつかの管轄区域では、認可されたトリガー・ロック・デバイスのリストを管理している。カナダでは、トリガー・ロックは、銃器を安全に輸送あるいは保管するために法によって定められている方法の一つである。
- チェンバー・ロック

チェンバー・ロック（en:Chamber lock）は、弾薬を装填できないようにすることが目的である。一般的にいって、銃器の多くは弾薬が正しい位置に装填されていないと発射できない。
- ケーブル・ロック

ケーブル・ロックは、チャンバー・ロックによくみられる形式で、通常は、紐を連発式の銃器のブリーチとエジェクション・ポートに通す。これは、一般的に、作動部の完全なサイクル、特にブリーチが閉鎖されて発射可能位置に置かれることを阻害する。
2000年、カリフォルニア州は、カリフォルニア刑法12088項によって、銃のロックは銃器の安全装置の研究所によって認可されなければならないとする規制をおこなった。この法律のもとにある銃のロックはすべて、カリフォルニア州の認可を受けるために、切断、こじ開け、引っ張りなどを含む広範囲の試験を受けることが義務付けられた。ロックがこれらの要求を満たせば、カリフォルニア州法務省 (CADOJ) 認可となる。

### オープン・ボルト・インジケーター
射撃場によっては、使用中でない場合、ボルト、スライド、あるいは（リボルバーの場合）シリンダーを持つ銃器は、それを開いて固定し、薬室が空であることを示すように要求していることがある。更に、（その銃器がボルト・ホールド・オープン・デバイスを持っていない場合は）Civilian Marksmanship Program(CMP)が配布している黄色い安全フラグのようなオープン・ボルト・インジケーターを、銃身に挿入することがある。これは、標的の調整や、採点や、撤去などのために射撃場に入っていく場合に、特に重要である。

## 二次的な危険性
銃器の主要な危険性は弾薬の発射にあるが、そのほかにも射手やその周囲の人たちの健康を害する可能性があるものがある。

### 音
銃を発射すると、非常に大きな音が発生するが、これは通常は射手の耳のすぐ近くである。これは、一時的あるいは永続的に、耳鳴りのような聴覚に対する損傷を与えることがある。聴覚に対する損傷の危険性を減らすために、（使い捨てもしくは再使用可能な）耳栓や、（ヘッドホンを含む）耳あてのような、聴覚を保護する道具が利用できる。

### 高温のガスと破片
銃器を発射すると、高温のガス、火薬（の残り）、そして、その他の破片が発生する。
いくつかの銃器、たとえばセミオートまたはフルオートの銃器は、通常は発射済みの薬莢を高速で排出する。排出された時、薬莢は危険なほど高温でもある。リボルバーは、発射済みの薬莢は薬室内に保持し続けるが、高温のガスの噴流と、場合によっては微粒子の破片が、リボルバーの薬室（つまりシリンダー）と銃身の間から横に向かって噴き出す。これらはすべて、射手やその周囲の人たちを火傷させたり、ぶつかって負傷させたりする可能性がある。眼はこの種の損傷に非常に弱いので、負傷の危険性を下げるためにアイ・プロテクション（保護メガネ）を装着すべきである。度つきのレンズや、異なる光の条件に応じた様々な色のレンズが入手できる。アイ・プロテクションのいくつかの製品は、バードショットに耐えることが出来る。つまり、無責任に鳥を撃っているほかの射手の銃から守ってくれる。

### 毒素と汚染
近年、弾薬と、銃の清掃用の薬品の毒性が明らかになっている。
- 自然界に残された鉛の弾は、酸性雨によって溶け出す可能性がある。
- 古い弾薬は、水銀を使った雷管を使っている可能性がある。
- 射撃場のバックストップ（停弾堤）に鉛が蓄積される。

室内射撃場は、火薬、煙、および鉛の塵などを射手のまわりの空気から除去するために、よい換気が必要である。室内および室外射撃場が廃業する場合、通常は、鉛、銅、および火薬残滓などの残留物を除去するために、広範囲にわたって汚染除去が必要になる。
鉛、銅、および、その他の金属は、銃の清掃でも発生する。強力な溶剤や、鉛や火薬の付着を除去するために使う薬品は、人体に対して有害でもある。換気を良くし、銃を扱った後には手を洗い、銃器を扱ったスペースを清掃することで、不必要な体調悪化の危険を少なくすることができる。

### ミスファイア
銃器とその弾薬は、厳密な仕様と公差で作られ、確実に動作するように設計されているが、作動不良が発生することがある。カートリッジの雷管や火薬の作動不良は「ミスファイア」と呼ばれ、発火の失敗（不発）、発火の遅延（遅発）、不完全な発火（スクイブ）が含まれる。銃器の機械的な作動不良は、通常は「ジャム」と呼ばれ、送弾/空薬莢の引き抜き/排出の失敗、発射後の完全なサイクルの実行の失敗、反動またはガス圧作動式の銃器が空になった時のホールド・オープンの失敗（これは、スライドが後退して停止すると、その銃が空であることが視覚的にわかるので、主に手順の問題である）が含まれる。極端に装薬量を増やした弾薬、詰まった銃身、不適切な設計や非常に脆弱なブリーチは、機関部、銃身、あるいはほかの部品を破裂させることがある（「KaBoom」あるいは「kB」と呼ばれる）。
ミスファイアやジャムが起きた場合、銃器の安全な取り扱いの考え方は以下のように定めている。つまり、雷管が打撃されたが発射されなかったカートリッジや、ジャムによって変形したカートリッジは不意に発火する可能性があるので、極度に注意を払わなければならない。銃器を安全な方向に向けて2分間待った後、注意深く弾倉を抜き、送弾失敗または不発のカートリッジを取り出し、ブリーチを開いたまま弾丸あるいはその他の障害物が銃身に詰まっていないかどうか注意深く確認しなければならない。もし詰まっていれば、次の弾を発射したときに銃器が破裂し、重傷を負う可能性がある。

## 機能障害
火器の取り扱いは複雑な作業であり、不適切に扱えば致命的な結果を招く可能性があるので、銃器の安全な取り扱いの考え方は以下のように定めている。つまり、アルコール、薬物、合法的な処方薬や一般用医薬品の影響下で、銃器を扱ってはならない。これらの物質は、わずかであっても人間の判断力に影響を与えるので、銃器の安全な取り扱いの教師はゼロ・トレランス方式を支持しているこれは、多くの州の刑法に「carrying under the influence（影響下の携帯）」の罪として定められており、飲酒運転(DWI/DUI)と同様の罰則がある。
極度の疲労も、機能障害を引き起こすことがある。反応時間、認知過程、知覚などのすべてが、睡眠不足や肉体的な疲労によって低下するからである。したがって、銃器の安全な取り扱いの考え方は、極度に疲労した状態で銃器を扱うことに強く反対している。

## 児童
銃器を扱うには幼すぎる児童には、別のルールが教えられることがある。
- 止まりなさい (Stop)
- 触ってはいけません (Don't touch)
- そこから離れなさい (Leave the area)
- 大人に言いなさい (Tell an adult)

これらのルールの目的は、児童が銃器を不注意に扱うのを防ぐことである。これらのルールは、（アメリカの）就学前から6年生までの児童向けに全米ライフル協会が推進しているエディー・イーグル・プログラムの一部である。
エディー・イーグルのようなプログラムが有効かどうか、最終的には判明していない。論文審査される専門誌に発表されたいくつかの研究によれば、幼い児童にとっては、銃器に触れてはいけないと教えられている最中にさえ、好奇心をコントロールするのが非常に難しいことが示されている。さらに、銃の入手は、若年者の自殺に使われる主な方法の一つでもある。。米国小児科学会(AAP)は、家に銃を保管していると、特に拳銃の場合、児童や若年者の負傷及び死亡の危険が高まると忠告している。また、米国小児科学会は、家族が家に銃器を保管する場合は、銃は弾を抜いてロックし、弾薬は別の場所に鍵をかけて保管し、鍵を隠すよう忠告している。
世論調査によれば、銃を持っていない両親の半数以上が、自分たちの5歳から17歳の子供に、銃器の安全な取り扱いに関して何も話していない。ASK(Asking Saves Kids)キャンペーンは、子供のいる家庭において多くの家族が銃を所持しており、その銃の約半分がロックされていなかったり、装填されたままだったりするという事実に基づいている。ASKキャンペーンは、両親が、彼らの友達、隣人、および家族の一員に、自分の子供を遊びに行かせる前に、銃を所持しているかどうか尋ねることを勧めている。
年長の若者（年齢はプログラムによって異なる）は、安全なライフルの取り扱いのプログラムに参加することが出来る。そのようなプログラムは、以下のような団体によって提供されている。
- 4H Shooting Sports Programs（英語版）
- ボーイスカウト・オブ・アメリカ（英語版）
- 全米ライフル協会
- Civilian Marksmanship Program（英語版）

## 空包
薬莢に発射薬が装填され、先端が絞られるか詰め物でふさがれた空包は、最大で15フィート (4.6 m)の距離まで危険である。早撃ち競技では、8フィート (2.4 m)離れた風船を割るのに空包を用いる。銃を発射すると、燃え残った火薬が風船を割るのに十分な力で飛び出す。Cowboy Mounted Shootingという射撃スポーツは、指定されたコースを馬で走りながら、数フィート先の風船の的を空包で割っていく。以前、空包は危険ではないと信じている人たちが、自分自身を傷つけたり死亡させたりしたことがあった。したがって、第一および第二のルール（「銃器は装填されているとみなして扱うこと」「標的以外に銃口を向けないこと」は、たとえ空包が装填されている銃であっても、すべての銃に適用すべきである。

## 歴史と教師
火器が発明された時から、銃器の安全な取り扱いの考え方は異なった形で存在していたが、現代の銃器トレーニングに大きな影響力を持っていたジェフ・クーパー(1920-2006)が、上で列挙した安全な銃器の取り扱いの「4つのルール」を作成し、普及させた。
以前の銃器の安全な取り扱いのルールのリストには、わずか3つの基本的なルールか、銃器の安全な取り扱いとスポーツのエチケットのルールを含む10ものルールが含まれていた。
1902年、イギリスの政治家であり、狩猟の愛好家でもあったMark Hanbury Beaufoyは、銃器の安全な取り扱いの多くの要点を含む、よく引用される詩を書いた。彼の「A Father's Advice （父の助言）」という詩は、以下のように始まる：
"If a sportsman true you'd be （もしお前が真のスポーツマンになりたければ）
Listen carefully to me: （私のいうことを注意深く聞きなさい：）
Never, never, let your gun （絶対に、絶対に、お前の銃を）
Pointed be at anyone..." （誰かに向けてはいけない...）
影響力の大きな銃器の安全な取り扱いの教師には、ほかにMassad Ayoob、 Clint Smith、 Chuck Taylor、 Jim Crews、 Bob Munden、gnatius Piazza などがいる。